# Suimanga multicolor
El suimanga multicolor (Leptocoma brasiliana) és un ocell de la família dels nectarínids (Nectariniidae).

## Hàbitat i distribució
Habita boscos, manglars, terres de conreu i vegetació secundària de les terres baixes a l'est de l'Índia, oest i sud de Myanmar, Tailàndia, (excepte el nord-oest i el sud-oest), Cambodja, sud de Laos, sud del Vietnam, Malaia, Sumatra, Borneo i Java, incloent les illes properes.

## Taxonomia
Ha estat considerada una subespècie de Leptocoma sperata, espècie de la qual va ser separat arran els treballs de Rasmussen et Anderton 2005.